# Tamopsis jongi
Espèce
Tamopsis jongi est une espèce d'araignées aranéomorphes de la famille des Hersiliidae.

## Distribution
Cette espèce est endémique d'Australie-Occidentale.

## Étymologie
Cette espèce est nommée en l'honneur d'Aris E. de Jong.

## Publication originale
- Baehr & Baehr, 1995 : New species and new records of Hersiliidae from Australia (Arachnida, Araneae, Hersiliidae). Fifth supplement to the revision of the Australian Hersiliidae. Records of the Western Australian Museum Supplement, vol. 52, p. 107-118.